# Krebs Ridge
Krebs Ridge är en bergstopp i Antarktis. Den ligger i Västantarktis. Argentina, Chile och Storbritannien gör anspråk på området. Toppen på Krebs Ridge är 798 meter över havet, eller 48 meter över den omgivande terrängen. Bredden vid basen är 6,3 km.
Terrängen runt Krebs Ridge är huvudsakligen kuperad, men västerut är den platt. Trakten är obefolkad. Det finns inga samhällen i närheten.